# 卡夏尼夫卡 (庫皮揚斯克區)
49°53′12″N 37°33′23″E / 49.88667°N 37.55639°E
卡夏尼夫卡（烏克蘭語：Касянівка）是位於烏克蘭東部的村莊，由哈爾科夫州庫皮揚斯克區的德沃里奇纳市镇負責管轄。該村始建於1820年，面積0.5平方公里，海拔高度85米，2001年人口131，人口密度每平方公里264.7人。